# Islandiana holmi
Espèce
Islandiana holmi est une espèce d'araignées aranéomorphes de la famille des Linyphiidae.

## Distribution
Cette espèce se rencontre aux États-Unis au Wyoming, au Colorado, au Montana et dans l'État de New York et au Canada en Colombie-Britannique, au Québec et à Terre-Neuve,.

## Description
Le mâle holotype mesure 1,8 mm et la femelle paratype 2,0 mm.

## Étymologie
Cette espèce est nommée en l'honneur d'Åke Holm.

## Publication originale
- Ivie, 1965 : The spiders of the genus Islandiana (Linyphiidae, Erigoninae). American Museum Novitates, no 2221, p. 1-25 (texte intégral).